# والیبال در المپیک تابستانی ۲۰۱۶ - مسابقات انتخابی مردان
انتخابی المپیک والیبال مردان ۲۰۱۶ مسابقات گزینشی احراز صلاحیت برای حضور در مسابقات والیبال مردان المپیک ۲۰۱۶ ریودوژانیرو برزیل می‌باشد که از ۸ سپتامبر ۲۰۱۵ تا سال ۲۰۱۶ در حال برگزاری است. در انتخابی المپیک یک تیم به عنوان میزبان به المپیک صعود می‌کند که طبیعتاً در هیچ مسابقات انتخابی شرکت نمی‌کند. دو تیم هم در مسابقات جام جهانی انتخاب می‌شود. برای هر قاره یک مسابقات انتخابی در نظر گرفته شده است، منتهی در قاره آسیا مسابقاتی مخصوص آسیا برگزار نمی‌شود. در مسابقات انتخابی قاره آفریقا یک تیم، اروپا یک تیم، آمریکای شمالی و جنوبی هر کدام یک تیم به المپیک صعود می‌کنند.

## نوع گزینش
در مسابقات انتخابی جهانی هشت تیم در یک گروه شرکت می‌کنند، چهار تیم از آسیا و چهار تیم دیگر تیم‌هایی هستند که در انتخابی قارهٔ خودشان از صعود به المپیک باز مانده‌اند که شامل تیم دوم آمریکای شمالی، تیم دوم آمریکای جنوبی، تیم دوم و تیم سوم اروپا است. سپس بعد از اینکه این هشت تیم با یکدیگر مسابقه دادند، سه تیم اول مسابقات علاوه بر بهترین تیم آسیایی به المپیک صعود می‌کند. همچنین آن تیم که به عنوان بهترین تیم آسیایی صعود می‌کند نباید جزو سه تیم اول باشد. مثلاً اگر یک تیم آسیایی جزو سه تیم اول بود فدراسیون از بین تیم‌های صعود نکرده بهترین تیم آسیایی را انتخاب می‌کند. برای کسانی که در انتخابی قاره‌ای موفق به صعود نشده‌اند علاوه بر انتخابی جهانی، یک مسابقه دیگر به نام انتخابی جهانی ۲ برگزار می‌شود که چهار شرکت کننده دارد که شامل تیم‌های دوم و سوم آفریقا و تیم‌های سوم آمریکای شمالی و آمریکای جنوبی است.

## تیم‌های انتخاب شده
| مسابقه انتخابی        | تاریخ             | میزبان         | تعداد | تیم منتخب           |
| --------------------- | ----------------- | -------------- | ----- | ------------------- |
| میزبان                | ۲ اکتبر ۲۰۰۹      | کپنهاگ         | 1     | برزیل               |
| جام جهانی ۲۰۱۵        | ۸–۲۳ سپتامبر ۲۰۱۵ | ژاپن           | ۲     | ایالات متحده آمریکا |
| جام جهانی ۲۰۱۵        | ۸–۲۳ سپتامبر ۲۰۱۵ | ژاپن           | ۲     | ایتالیا             |
| انتخابی آمریکای جنوبی | ۹–۱۱ اکتبر ۲۰۱۵   | مایکتیا        | ۱     | آرژانتین            |
| انتخابی اروپا         | ۵–۱۰ ژانویه ۲۰۱۶  | برلین          | ۱     | روسیه               |
| انتخابی آفریقا        | ۱۲-۷ ژانویه ۲۰۱۶  | برازاویل, کنگو | ۱     | مصر                 |
| انتخابی آمریکای شمالی | ۸–۱۰ ژانویه ۲۰۱۶  | ادمونتون       | ۱     | کوبا                |
| انتخابی آسیا          | ۲۸ می-۵ ژوئن ۲۰۱۶ | ژاپن           | ۱     | ایران               |
| انتخابی جهانی ۱       | ۲۸ می-۵ ژوئن ۲۰۱۶ | ژاپن           | ۳     | لهستان              |
| انتخابی جهانی ۱       | ۲۸ می-۵ ژوئن ۲۰۱۶ | ژاپن           | ۳     | فرانسه              |
| انتخابی جهانی ۱       | ۲۸ می-۵ ژوئن ۲۰۱۶ | ژاپن           | ۳     | کانادا              |
| انتخابی جهانی ۲       | ۲۸ می-۵ ژوئن ۲۰۱۶ | مکزیکو سیتی    | ۱     | مکزیک               |
| مجموع                 | مجموع             | مجموع          | ۱۲    |                     |

## انتخابی مردان
|  | واجد شرایط برای حضور در المپیک تابستانی ۲۰۱۶  |
|  | واجد شرایط برای حضور در مسابقات انتخابی جهانی |

## کشور میزبان
- برزیل

## جام جهانی ۲۰۱۵
- استادیوم:  ورزشگاه ملی یویوگی، توکیو، ژاپن و پنج ورزشگاه دیگر در ژاپن
- تاریخ: ۸–۲۳ سپتامبر ۲۰۱۵

| رتبه | تیم                 |
| ---- | ------------------- |
| 1    | ایالات متحده آمریکا |
| 2    | ایتالیا             |
| 3    | لهستان              |
| ۴    | روسیه               |
| ۵    | آرژانتین            |
| ۶    | ژاپن                |
| ۷    | کانادا              |
| ۸    | ایران               |
| ۹    | استرالیا            |
| ۱۰   | مصر                 |
| ۱۱   | ونزوئلا             |
| ۱۲   | تونس                |

## آفریقا
- استادیوم:  هانری النده برازاویل, کنگو
- تاریخ: ۷-۱۲ ژانویه ۲۰۱۶

| رتبه | تیم     |
| ---- | ------- |
| ۱    | مصر     |
| ۲    | تونس    |
| ۳    | الجزایر |
| ۴    | کامرون  |
| ۵    | کنگو    |
| ۶    | کنگو    |
| ۷    | نیجریه  |

## اروپا
- استادیوم:  مکس اشملینگ هاله، برلین، آلمان
- تاریخ: ۵–۱۰ ژانویه ۲۰۱۶

| رتبه | تیم       |
| ---- | --------- |
| ۱    | روسیه     |
| ۲    | فرانسه    |
| ۳    | لهستان    |
| ۴    | آلمان     |
| ۵    | صربستان   |
| ۶    | بلغارستان |
| ۷    | بلژیک     |
| ۸    | فنلاند    |

## آمریکای شمالی
- استادیوم: مرکز ورزشی ساویل، ادمونتون، کانادا
- تاریخ:۸-۱۰ ژانویه ۲۰۱۶

|      |           | بازی | بازی | امتیاز | ست  | ست   | ست     | امتیاز | امتیاز | امتیاز |
| رتبه | تیم       | برد  | باخت | امتیاز | برد | باخت | نسبت   | برد    | باخت   | نسبت   |
| ---- | --------- | ---- | ---- | ------ | --- | ---- | ------ | ------ | ------ | ------ |
| ۱    | کوبا      | ۳    | ۰    | ۹      | ۹   | ۰    | بیشینه | ۲۳۳    | ۱۹۰    | ۱٫۲۲۶  |
| ۲    | کانادا    | ۲    | ۱    | ۶      | ۶   | ۳    | ۲٫۰۰۰  | ۲۰۷    | ۱۹۴    | ۱٫۰۶۷  |
| ۳    | مکزیک     | ۰    | ۲    | ۰      | ۳   | ۸    | ۰٫۳۷۵  | ۲۲۴    | ۲۵۸    | ۰٫۸۶۸  |
| ۴    | پورتوریکو | ۰    | ۲    | ۰      | ۲   | ۹    | ۰٫۲۲۲  | ۲۴۲    | ۲۶۴    | ۰٫۹۱۷  |

| تاریخ  | ساعت  |           | امتیاز |           | ست ۱  | ست ۲  | ست ۳  | ست ۴  | ست ۵  | مجموع   | گزارش |
| ------ | ----- | --------- | ------ | --------- | ----- | ----- | ----- | ----- | ----- | ------- | ----- |
| ۸ Jan  | ۱۷:۰۰ | کانادا    | ۳–۰    | مکزیک     | ۲۵–۱۹ | ۲۵–۲۳ | ۲۵–۱۶ |       |       | ۷۵–۵۸   | P2 P3 |
| ۸ Jan  | ۱۹:۰۰ | کوبا      | ۳–۰    | پورتوریکو | ۲۵–۲۲ | ۲۵–۲۰ | ۳۳–۳۱ |       |       | ۸۳–۷۳   | P2 P3 |
| ۹ Jan  | ۱۳:۳۰ | کانادا    | ۳–۰    | پورتوریکو | ۲۵–۱۶ | ۲۵–۲۲ | ۲۵–۲۳ |       |       | ۷۵–۶۱   | P2 P3 |
| ۹ Jan  | ۱۶:۰۰ | مکزیک     | ۰–۳    | کوبا      | ۱۵–۲۵ | ۲۲–۲۵ | ۲۳–۲۵ |       |       | ۶۰–۷۵   | P2 P3 |
| ۱۰ Jan | ۱۷:۰۰ | پورتوریکو | ۲–۳    | مکزیک     | ۲۵–۲۳ | ۲۵–۱۶ | ۲۴–۲۶ | ۲۴–۲۶ | ۱۰–۱۵ | ۱۰۸–۱۰۶ | P2 P3 |
| ۱۰ Jan | ۱۹:۰۰ | کانادا    | ۰–۳    | کوبا      | ۱۵–۲۵ | ۲۱–۲۵ | ۲۱–۲۵ |       |       | ۵۷–۷۵   | P2 P3 |

## آمریکای جنوبی
- استادیوم:  دومه خوزه ماریا وارگاس، مایکتیا، ونزوئلا
- تاریخ برگزاری: ۹ تا ۱۱ اکتبر ۲۰۱۵
- همه ساعت ها به وقت ساعت رسمی ونزوئلا است (UTC-۰۴:۳۰).

|      |          | بازی | بازی | امتیاز | ست  | ست   | ست    | امتیاز | امتیاز | امتیاز |
| رتبه | تیم      | برد  | باخت | امتیاز | برد | باخت | نسبت  | برد    | باخت   | نسبت   |
| ---- | -------- | ---- | ---- | ------ | --- | ---- | ----- | ------ | ------ | ------ |
| ۱    | آرژانتین | ۳    | ۰    | ۸      | ۹   | ۲    | ۴٫۵۰۰ | ۲۶۴    | ۱۹۲    | ۱٫۳۷۵  |
| ۲    | ونزوئلا  | ۲    | ۱    | ۶      | ۸   | ۶    | ۱٫۳۳۳ | ۳۰۲    | ۳۱۱    | ۰٫۹۷۱  |
| ۳    | شیلی     | ۱    | ۲    | ۳      | ۵   | ۸    | ۰٫۶۲۵ | ۲۸۷    | ۲۹۹    | ۰٫۹۶۰  |
| ۴    | کلمبیا   | ۰    | ۳    | ۱      | ۳   | ۹    | ۰٫۳۳۳ | ۲۵۴    | ۳۰۶    | ۰٫۸۳۰  |

| تاریخ  | ساعت  |          | امتیاز |          | ست ۱  | ست ۲  | ست ۳  | ست ۴  | ست ۵  | مجموع   | گزارش  |
| ------ | ----- | -------- | ------ | -------- | ----- | ----- | ----- | ----- | ----- | ------- | ------ |
| ۹ Oct  | ۱۶:۰۰ | آرژانتین | ۳–۰    | کلمبیا   | ۲۵–۱۳ | ۲۵–۱۹ | ۲۵–۱۳ |       |       | ۷۵–۴۵   | Result |
| ۹ Oct  | ۱۹:۰۰ | شیلی     | ۲–۳    | ونزوئلا  | ۱۸–۲۵ | ۲۱–۲۵ | ۲۵–۲۰ | ۲۷–۲۵ | ۱۱–۱۵ | ۱۰۲–۱۱۰ | Result |
| ۱۰ Oct | ۱۶:۰۰ | آرژانتین | ۳–۰    | شیلی     | ۲۵–۲۲ | ۲۵–۱۷ | ۲۵–۱۹ |       |       | ۷۵–۵۸   | Result |
| ۱۰ Oct | ۱۹:۰۰ | ونزوئلا  | ۳–۱    | کلمبیا   | ۲۵–۱۹ | ۲۵–۲۲ | ۲۳–۲۵ | ۳۱–۲۹ |       | ۱۰۴–۹۵  | Result |
| ۱۱ Oct | ۱۶:۰۰ | کلمبیا   | ۲–۳    | شیلی     | ۳۶–۳۴ | ۲۰–۲۵ | ۱۸–۲۵ | ۳۰–۲۸ | ۱۰–۱۵ | ۱۱۴–۱۲۷ | Result |
| ۱۱ Oct | ۱۹:۰۰ | ونزوئلا  | ۲–۳    | آرژانتین | ۱۲–۲۵ | ۲۵–۲۲ | ۱۲–۲۵ | ۲۷–۲۵ | ۱۲–۱۵ | ۸۸–۱۱۴  | Result |

## انتخابی جهانی
| انتخابی جهانی | انتخابی جهانی | انتخابی جهانی           | انتخابی جهانی | انتخابی بین قاره‌ای       | انتخابی بین قاره‌ای |
| علت انتخاب    | منتخب         | علت انتخاب              | منتخب         | علت انتخاب               | منتخب              |
| ------------- | ------------- | ----------------------- | ------------- | ------------------------ | ------------------ |
| میزبان        | ژاپن          | تیم های دوم و سوم اروپا | فرانسه        | تیم های دوم و سوم آفریقا | تونس               |
| رنکینگ آسیا   | ایران         | تیم های دوم و سوم اروپا | لهستان        | تیم های دوم و سوم آفریقا | الجزایر            |
| رنکینگ آسیا   | استرالیا      | تیم دوم آمریکای شمالی   | کانادا        | تیم سوم آمریکای شمالی    | مکزیک              |
| رنکینگ آسیا   | چین           | تیم دوم آمریکای جنوبی   | ونزوئلا       | تیم سوم آمریکای جنوبی    | شیلی               |

### انتخابی جهانی ۱
- میزبان:  ورزشگاه متروپولیتن توکیو, توکیو, ژاپن
- تاریخ برگزاری: ۲۸ می تا ۵ ژوئن ۲۰۱۶
- همه ساعت ها به وقت ساعت رسمی ایران است (UTC+۰۳:۳۰).

|      |          | بازی | بازی | امتیاز | ست  | ست   | ست    | امتیاز | امتیاز | امتیاز |
| رتبه | تیم      | برد  | باخت | امتیاز | برد | باخت | نسبت  | برد    | باخت   | نسبت   |
| ---- | -------- | ---- | ---- | ------ | --- | ---- | ----- | ------ | ------ | ------ |
| ۱    | لهستان   | ۶    | ۱    | ۱۵     | ۱۹  | ۹    | ۲٫۱۱۱ | ۶۳۹    | ۵۸۴    | ۱٫۰۹۴  |
| ۲    | ایران    | ۶    | ۱    | ۱۵     | ۱۸  | ۱۱   | ۱٫۶۳۶ | ۶۶۸    | ۶۳۷    | ۱٫۰۴۹  |
| ۳    | فرانسه   | ۵    | ۲    | ۱۵     | ۱۷  | ۱۰   | ۱٫۷۰۰ | ۶۳۷    | ۵۷۱    | ۱٫۱۱۶  |
| ۴    | کانادا   | ۴    | ۳    | ۱۲     | ۱۶  | ۱۴   | ۱٫۱۴۳ | ۶۵۴    | ۶۴۰    | ۱٫۰۲۲  |
| ۵    | استرالیا | ۳    | ۴    | ۱۰     | ۱۲  | ۱۴   | ۰٫۸۵۷ | ۵۹۹    | ۶۱۲    | ۰٫۹۷۹  |
| ۶    | چین      | ۲    | ۵    | ۹      | ۱۴  | ۱۵   | ۰٫۹۳۳ | ۶۲۷    | ۶۳۵    | ۰٫۹۸۷  |
| ۷    | ژاپن     | ۲    | ۵    | ۶      | ۸   | ۱۶   | ۰٫۵۰۰ | ۵۴۷    | ۵۷۳    | ۰٫۹۵۵  |
| ۸    | ونزوئلا  | ۰    | ۷    | ۲      | ۶   | ۲۱   | ۰٫۲۸۶ | ۵۲۴    | ۶۴۳    | ۰٫۸۱۵  |

| تاریخ  | ساعت  |          | امتیاز |          | ست ۱  | ست ۲  | ست ۳  | ست ۴  | ست ۵  | مجموع   | گزارش |
| ------ | ----- | -------- | ------ | -------- | ----- | ----- | ----- | ----- | ----- | ------- | ----- |
| ۲۸ می  | ۰۵:۴۰ | ایران    | ۳–۰    | استرالیا | ۲۵–۱۹ | ۲۵–۱۷ | ۲۵–۱۸ |       |       | ۷۵–۵۴   | p2 p3 |
| ۲۸ می  | ۰۸:۲۵ | چین      | ۱–۳    | فرانسه   | ۱۳–۲۵ | ۲۵–۲۲ | ۲۳–۲۵ | ۲۱–۲۵ |       | ۸۲–۹۷   | p2 p3 |
| ۲۸ می  | ۱۱:۱۰ | لهستان   | ۳–۲    | کانادا   | ۲۵–۱۸ | ۱۷–۲۵ | ۲۵–۲۱ | ۱۸–۲۵ | ۱۵–۹  | ۱۰۰–۹۸  | p2 p3 |
| ۲۸ می  | ۱۴:۴۵ | ژاپن     | ۳–۱    | ونزوئلا  | ۲۶–۲۸ | ۲۵–۲۰ | ۲۵–۱۹ | ۲۵–۱۹ |       | ۱۰۱–۸۶  | p2 p3 |
| ۲۹ می  | ۰۵:۴۰ | کانادا   | ۲–۳    | ایران    | ۲۹–۲۷ | ۲۵–۱۹ | ۲۰–۲۵ | ۲۱–۲۵ | ۱۴–۱۶ | ۱۰۹–۱۱۲ | p2 p3 |
| ۲۹ می  | ۰۸:۲۵ | ونزوئلا  | ۱–۳    | استرالیا | ۲۵–۱۹ | ۲۰–۲۵ | ۱۰–۲۵ | ۱۹–۲۵ |       | ۷۴–۹۴   | p2 p3 |
| ۲۹ می  | ۱۱:۱۰ | فرانسه   | ۲–۳    | لهستان   | ۲۵–۲۲ | ۲۵–۱۳ | ۲۹–۳۱ | ۱۷–۲۵ | ۱۲–۱۵ | ۱۰۸–۱۰۶ | p2 p3 |
| ۲۹ می  | ۱۴:۴۵ | ژاپن     | ۰–۳    | چین      | ۲۰–۲۵ | ۲۲–۲۵ | ۲۳–۲۵ |       |       | ۶۵–۷۵   | p2 p3 |
| ۳۱ می  | ۰۵:۴۰ | استرالیا | ۲–۳    | کانادا   | ۱۹–۲۵ | ۲۶–۲۴ | ۲۵–۲۰ | ۲۷–۲۹ | ۱۱–۱۵ | ۱۰۸–۱۱۳ | p2 p3 |
| ۳۱ می  | ۰۸:۲۵ | چین      | ۳–۰    | ونزوئلا  | ۲۵–۱۶ | ۲۵–۱۸ | ۲۵–۱۵ |       |       | ۴۹–۷۵   | p2 p3 |
| ۳۱ می  | ۱۱:۱۰ | ایران    | ۰–۳    | فرانسه   | ۲۰–۲۵ | ۱۸–۲۵ | ۲۲–۲۵ |       |       | ۶۰–۷۵   | p2 p3 |
| ۳۱ می  | ۱۴:۴۵ | لهستان   | ۳–۰    | ژاپن     | ۲۵–۲۲ | ۲۵–۱۶ | ۲۵–۲۳ |       |       | ۷۵–۶۱   | p2 p3 |
| ۱ ژوئن | ۰۵:۴۰ | ونزوئلا  | ۰–۳    | کانادا   | ۲۰–۲۵ | ۲۰–۲۵ | ۲۵–۲۷ |       |       | ۶۵–۷۷   | p2 p3 |
| ۱ ژوئن | ۰۸:۲۵ | فرانسه   | ۳–۱    | استرالیا | ۲۵–۲۲ | ۲۵–۱۸ | ۱۶–۲۵ | ۴۴–۴۲ |       | ۱۱۰–۱۰۷ | p2 p3 |
| ۱ ژوئن | ۱۱:۱۰ | چین      | ۲–۳    | لهستان   | ۲۸–۲۶ | ۲۵–۲۰ | ۱۶–۲۵ | ۱۷–۲۵ | ۱۰–۱۵ | ۹۶–۱۱۱  | p2 p3 |
| ۱ ژوئن | ۱۴:۴۵ | ژاپن     | ۱–۳    | ایران    | ۲۰–۲۵ | ۲۵–۱۹ | ۲۲–۲۵ | ۲۵–۲۷ |       | ۹۲–۹۶   | p2 p3 |
| ۲ ژوئن | ۰۵:۴۰ | کانادا   | ۰–۳    | فرانسه   | ۱۷–۲۵ | ۱۷–۲۵ | ۱۶–۲۵ |       |       | ۵۰–۷۵   | p2 p3 |
| ۲ ژوئن | ۰۸:۲۵ | ایران    | ۳–۲    | چین      | ۲۶–۲۴ | ۲۲–۲۵ | ۲۵–۱۹ | ۱۷–۲۵ | ۱۸–۱۶ | ۱۰۸–۱۰۹ | p2 p3 |
| ۲ ژوئن | ۱۱:۱۰ | لهستان   | ۳–۰    | ونزوئلا  | ۲۵–۲۱ | ۲۵–۱۷ | ۲۵–۱۸ |       |       | ۷۵–۵۶   | p2 p3 |
| ۲ ژوئن | ۱۴:۴۵ | استرالیا | ۳–۰    | ژاپن     | ۲۵–۲۳ | ۲۵–۱۹ | ۲۹–۲۷ |       |       | ۷۹–۶۹   | p2 p3 |
| ۴ ژوئن | ۰۵:۴۰ | چین      | ۱–۳    | استرالیا | ۲۳–۲۵ | ۲۲–۲۵ | ۲۵–۲۰ | ۲۶−۲۴ |       | ۹۴–۹۶   | p2 p3 |
| ۴ ژوئن | ۰۸:۲۵ | ونزوئلا  | ۲–۳    | فرانسه   | ۲۱–۲۵ | ۲۵–۲۳ | ۱۱–۲۵ | ۲۰−۲۵ | ۱۵−۹  | ۹۱–۱۰۸  | p2 p3 |
| ۴ ژوئن | ۱۱:۱۰ | لهستان   | ۱–۳    | ایران    | ۲۰–۲۵ | ۱۸–۲۵ | ۲۵–۲۰ | ۳۴−۳۲ |       | ۹۵–۱۰۴  | p2 p3 |
| ۴ ژوئن | ۱۴:۴۵ | ژاپن     | ۱–۳    | کانادا   | ۲۵–۲۳ | ۱۹–۲۵ | ۲۱–۲۵ | ۱۹–۲۵ |       | ۸۴–۹۸   | p2 p3 |
| ۵ ژوئن | ۰۵:۴۰ | ایران    | ۳–۲    | ونزوئلا  | ۲۵–۲۳ | ۲۷–۲۹ | ۲۱–۲۵ | ۲۵–۱۸ | ۱۵–۸  | ۱۱۳–۱۰۳ | p2 p3 |
| ۵ ژوئن | ۰۸:۲۵ | کانادا   | ۳–۲    | چین      | ۲۵–۱۶ | ۲۰–۲۵ | ۲۴–۲۶ | ۲۵–۲۰ | ۱۵–۹  | ۱۰۹–۹۶  | p2 p3 |
| ۵ ژوئن | ۱۱:۱۰ | استرالیا | ۰–۳    | لهستان   | ۲۱–۲۵ | ۱۵–۲۵ | ۲۵–۲۷ |       |       | ۶۱–۷۷   | p2 p3 |
| ۵ ژوئن | ۱۴:۴۵ | فرانسه   | ۰–۳    | ژاپن     | ۱۸–۲۵ | ۲۳–۲۵ | ۲۳–۲۵ |       |       | ۶۴–۷۵   | p2 p3 |

بهترین ها:
- امتیاز آورترین بازیکن: جان گوردون پرین از کانادا
- بهترین مدافع: سید محمد موسوی عراقی از ایران
- بهترین اسپکر: آنتونین روزیر از فرانسه
- بهترین زننده سرویس: گاوین اشمیت از کانادا
- بهترین پاسور: سعید معروف از ایران
- بهترین لیبرو: لوک پری از استرالیا
- بهترین دریافت کننده: میلاد عبادی پور از ایران

### انتخابی جهانی ۲
- میزبان:  جیمناسیو المپیکو خوان دلا باررا, مکزیکو سیتی, مکزیک
- تاریخ برگزاری: ۳ تا ۵ ژوئن ۲۰۱۶
- همه ساعت ها به وقت منطقه زمانی مرکزی است (UTC-۰۵:۰۰).

|      |         | بازی | بازی | امتیاز | ست  | ست   | ست    | امتیاز | امتیاز | امتیاز |
| رتبه | تیم     | برد  | باخت | امتیاز | برد | باخت | نسبت  | برد    | باخت   | نسبت   |
| ---- | ------- | ---- | ---- | ------ | --- | ---- | ----- | ------ | ------ | ------ |
| ۱    | مکزیک   | ۲    | ۱    | ۷      | ۸   | ۴    | ۲٫۰۰۰ | ۲۸۶    | ۲۶۰    | ۱٫۱۰۰  |
| ۲    | شیلی    | ۲    | ۱    | ۶      | ۷   | ۴    | ۱٫۷۵۰ | ۲۶۳    | ۲۴۵    | ۱٫۰۷۳  |
| ۳    | تونس    | ۲    | ۱    | ۵      | ۶   | ۶    | ۱٫۰۰۰ | ۲۷۳    | ۲۷۳    | ۱٫۰۰۰  |
| ۴    | الجزایر | ۰    | ۳    | ۰      | ۲   | ۹    | ۰٫۲۲۲ | ۲۲۷    | ۲۷۱    | ۰٫۸۳۸  |

| تاریخ  | ساعت  |         | امتیاز |         | ست ۱  | ست ۲  | ست ۳  | ست ۴  | ست ۵  | مجموع   | گزارش |
| ------ | ----- | ------- | ------ | ------- | ----- | ----- | ----- | ----- | ----- | ------- | ----- |
| ۴ ژوئن | ۰۳:۳۰ | شیلی    | ۳–۰    | تونس    | ۲۵–۲۱ | ۲۵–۲۱ | ۲۵–۲۱ |       |       | ۷۵–۶۳   | p2 p3 |
| ۴ ژوئن | ۰۶:۰۰ | مکزیک   | ۳–۰    | الجزایر | ۲۵–۲۱ | ۲۵–۱۶ | ۲۵–۲۱ |       |       | ۷۵–۵۸   | p2 p3 |
| ۵ ژوئن | ۰۳:۳۰ | تونس    | ۳–۱    | الجزایر | ۲۵–۱۴ | ۲۲–۲۵ | ۲۶–۲۴ | ۲۵–۲۱ |       | ۹۸–۸۴   | p2 p3 |
| ۵ ژوئن | ۰۶:۰۰ | مکزیک   | ۳–۱    | شیلی    | ۲۲–۲۵ | ۲۵–۲۱ | ۲۵–۲۲ | ۲۵–۲۲ |       | ۹۷–۹۰   | p2 p3 |
| ۶ ژوئن | ۰۳:۳۰ | الجزایر | ۱–۳    | شیلی    | ۲۵–۲۳ | ۱۸–۲۵ | ۱۹–۲۵ | ۲۳–۲۵ |       | ۸۵–۹۸   | p2 p3 |
| ۶ ژوئن | ۰۶:۰۰ | مکزیک   | ۲–۳    | تونس    | ۲۵–۲۳ | ۲۳–۲۵ | ۲۳–۲۵ | ۲۵–۱۹ | ۱۸–۲۰ | ۱۱۴–۱۱۲ | p2 p3 |

## نگارخانه
- استرالیا در مقابل ایران
- کانادا در مقابل ایران
- فرانسه در مقابل ایران
- ایران در مقابل ژاپن
- چین در مقابل ایران
- ایران در مقابل لهستان
- ایران در مقابل ونزوئلا